# Félix Gaiffe
Pour les articles homonymes, voir Gaiffe.
Félix Alexandre Guillaume, dit Gaiffe, né le 12 octobre 1874 à Besançon (Doubs) et décédé le 25 septembre 1934 à Nice (Alpes-Maritimes), est un professeur d'université français, spécialiste de la littérature française. 

## Biographie
Félix Gaiffe effectue ses études à la Faculté des lettres de Besançon, puis de Paris. Il est licencié ès lettres en 1894, et agrégé de grammaire en 1896.  Il obtient un doctorat ès lettres en 1910.
La carrière académique de Félix Gaiffe débute par divers postes en tant que professeur dans plusieurs lycées, de 1897 à 1926. C'est en avril 1926 qu'il accède aux fonctions de chargé de cours à la Faculté des lettres de Paris et de maître de conférences auxiliaire en remplacement de Gustave Michaut. Il sera professeur sans chaire de 1926 à 1934. En août 1934, il est nommé professeur d'histoire de la littérature dramatique à la Faculté des lettres de Paris par décret, mais ne pourra assurer cette nouvelle charge d'enseignement : celle-ci est en effet applicable à partir du 1er novembre 1934, c'est-à-dire après son décès.
Félix Gaiffe est un collaborateur de la Revue universitaire.

## Distinctions
Félix Gaiffe est nommé chevalier de la légion d'honneur en 1925, et est lauréat de l'Académie française pour sa thèse.